# Alina Grijseels
Alina Grijseels (n. 12 aprilie 1996, în Wesel) este o handbalistă din Germania care evoluează pe postul de centru pentru clubul românesc CSM București și echipa națională a Germaniei.

## Biografie
Alina Grijseels a jucat handbal la junioare pentru TV Biefang 1912. S-a transferat la TV Aldekerk și a evoluat, cu dublă legitimare, pentru echipele de senioare TV Aldenrade iar din septembrie 2013, TuS Lintfort. Alături de naționala de junioare, a participat la Campionatul Mondial de Junioare ediția 2014 din Macedonia de Nord, unde Germania a ocupat locul II, fiind învinsă în finală de către România. În noiembrie 2014, ea s-a transferat la Borussia Dortmund, cu care în 2015 a promovat în Bundesliga, primul eșalon al handbalului feminin german și a continuat să joace la nivel de junioare cu TV Aldekerk până la sfărșitul acelui sezon. A făcut parte din echipa Germaniei care a terminat pe locul patru la Campionatul Mondial de Tineret din 2016, fiind învinsă în meciul pentru medalia de bronz de echipa României, cu scorul de 26-25. Grijseels a debutat la echipa națională de senioare a Germaniei pe 21 martie 2018, într-un meci amical împotriva Spaniei. Alături de Borussia Dortmund ea a terminat pe locul III ediția 2022-2023 a Ligii Europene, competiția care a înlocuit Cupa EHF, învingând în finala mică pe Thüringer HC cu scorul de 28-23. După nouă ani petrecuți la echipa din Dortmund, Grijseels a jucat în sezonul 2023-2024 pentru echipa franceză Metz Handball. Din vara lui 2024, Alina Grijseels evoluează pentru CSM București.
Împreună cu Emily Bölk, ea este unul dintre cei doi căpitani ai echipei naționale a Germaniei.

## Palmares
- Campionatul Mondial pentru Junioare:
  -  Medalie de argint: 2014

- Liga Campionilor:
  - Locul IV (Turneul Final Four): 2024
  - Play-off: 2022
  - Optimi de finală: 2021

- Liga Europeană:
  -  Medalie de bronz (Turneul Final Four): 2023

- Cupa EHF:
  - Turul 3: 2019

- Campionatul Germaniei:
  -  Câștigătoare: 2021
  -  Medalie de argint: 2022
  -  Medalie de bronz: 2023

- Cupa Germaniei:
  -  Finalistă: 2016

- Supercupa Germaniei:
  -  Finalistă: 2021

- Campionatul Franței:
  -  Câștigătoare: 2024

- Cupa Franței:
  -  Câștigătoare: 2024

- Supercupa României:
  -  Câștigătoare: 2024

## Distincții individuale
- Handbalista anului din Germania: 2021, 2022;[20][21]
- Cea mai bună handbalistă din Germania: 2021;[22]

## Galerie de imagini

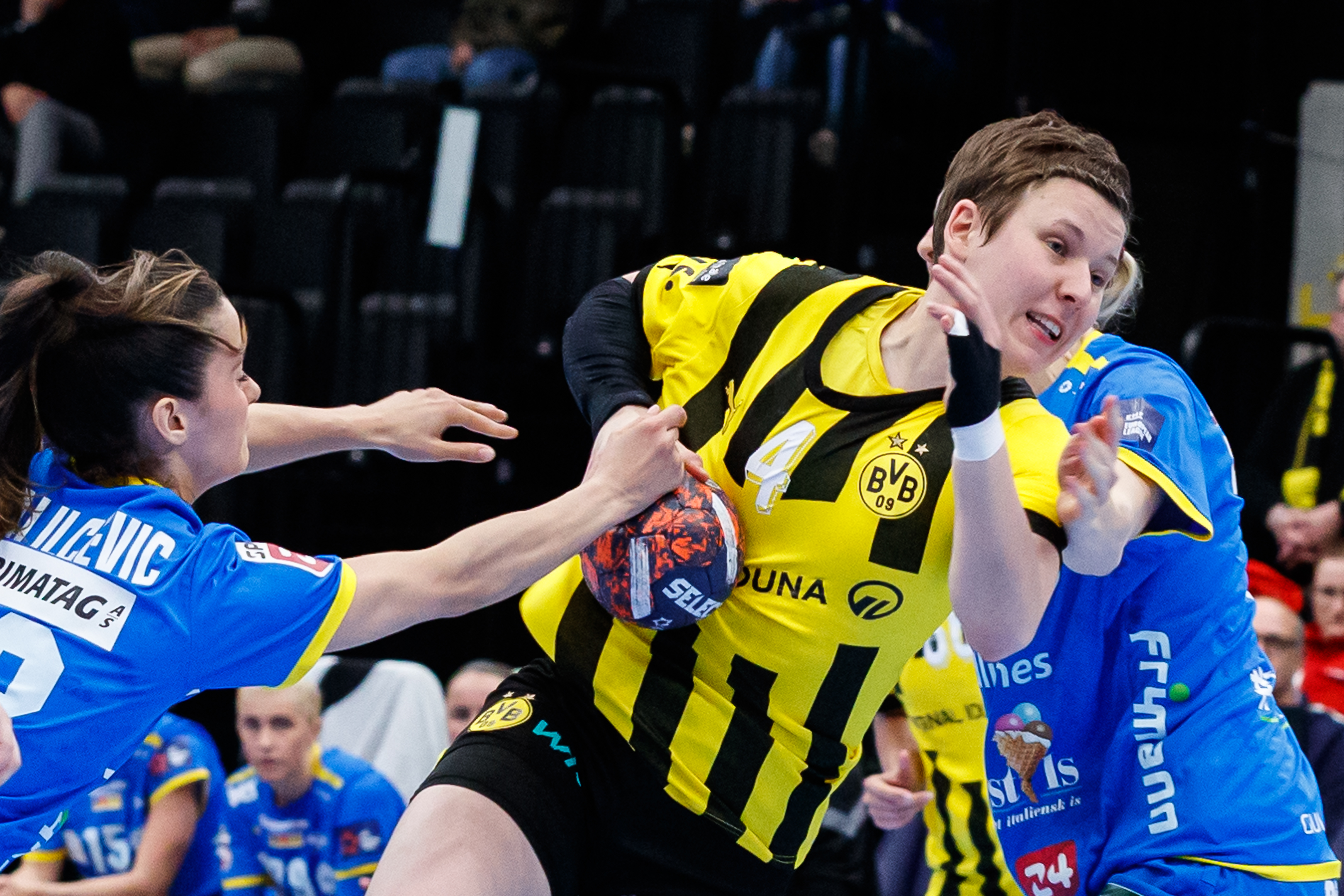
Alina Grijseels, 13 mai 2023. Grijseels (nr. 4, în negru și galben) în timpul partidei dintre Borussia Dortmund și Nykøbing Falster Håndboldklub, cea de a doua semifinală din cadrul Turneului Final Four a Ligii Europene ediția 2022-2023 desfășurat în Raiffeisen Sportpark din Graz între 13 și 14 mai 2023.
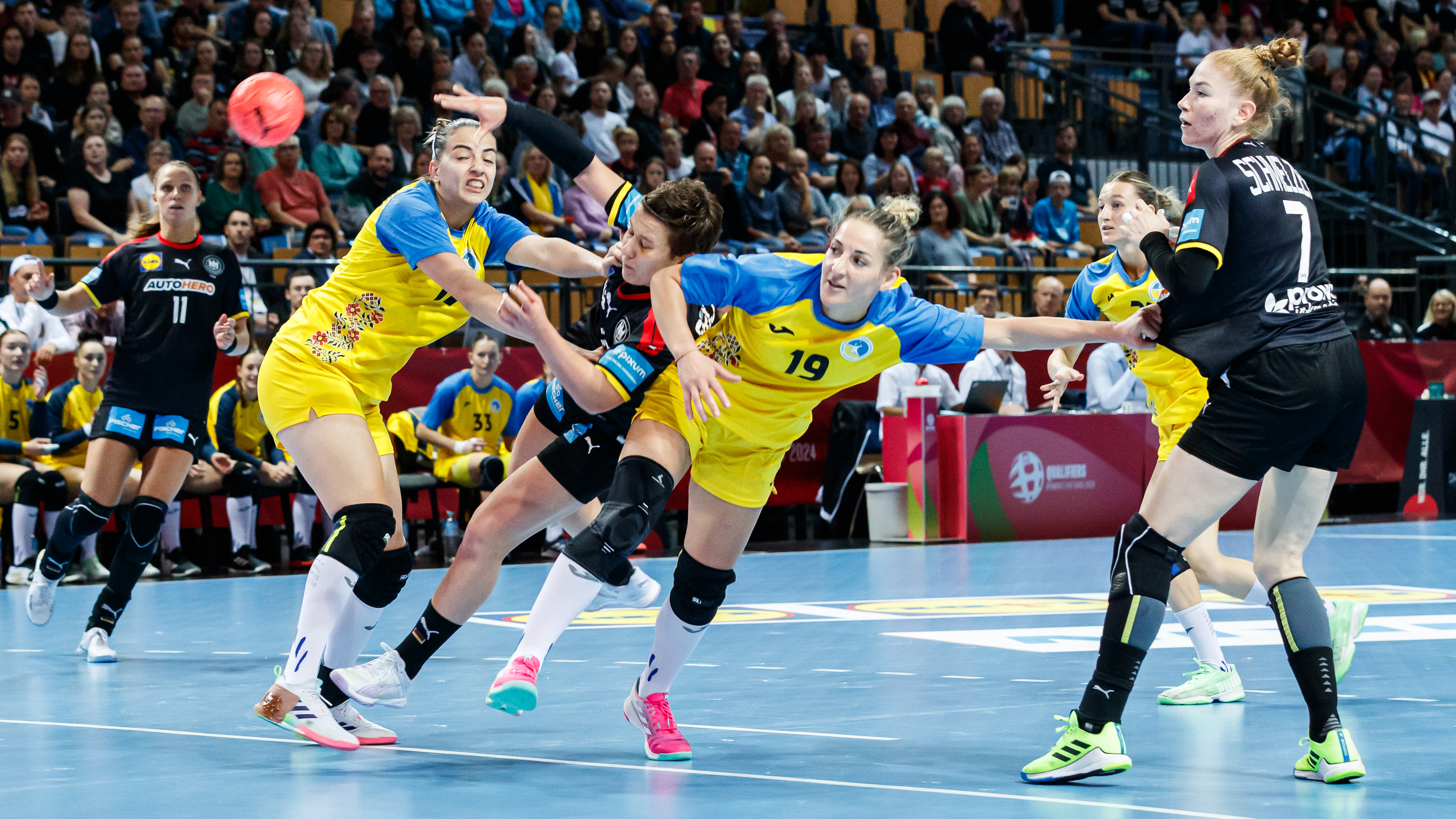
Alina Grijseels, 12 octombrie 2023. Grijseels (nr. 4, în negru și roșu) în timpul partidei dintre Germania și Ucraina din cadrul calificărilor la Campionatul European de Handbal Feminin din 2024, desfășurată în Buderus Arena din Bad Wetzlar.
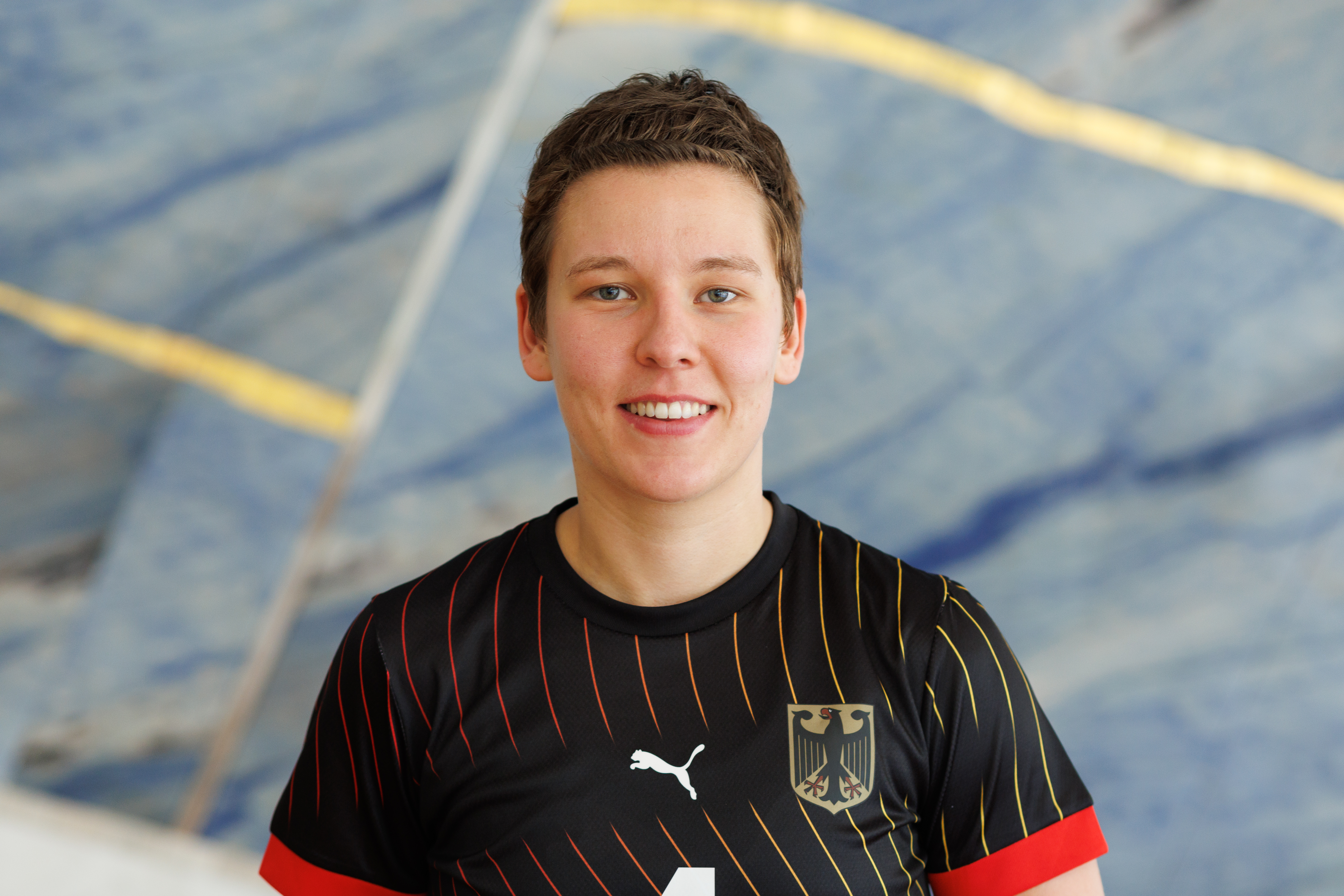
Alina Grijseels, 20 iulie 2024.
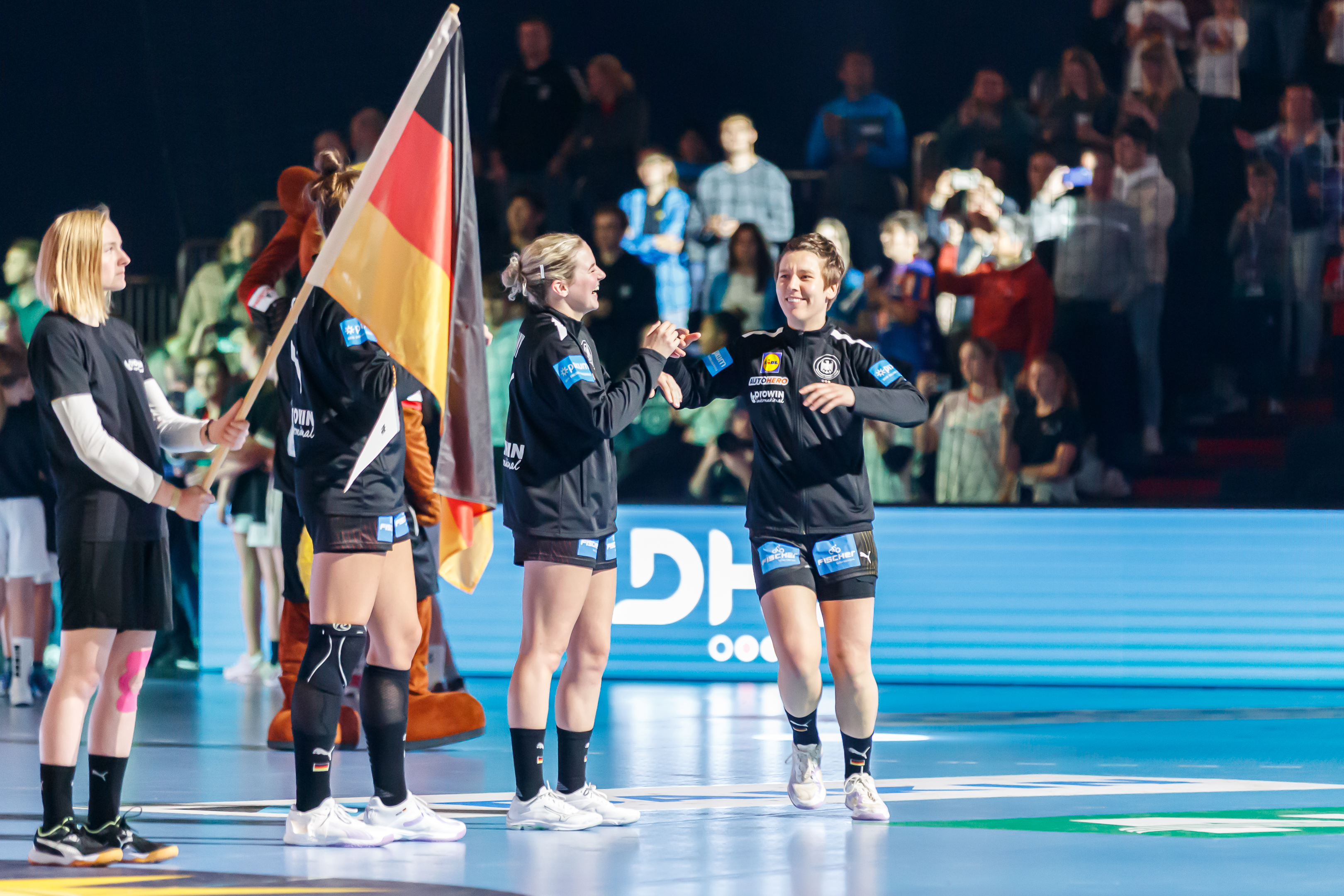
Alina Grijseels, 5 noiembrie 2023. Grijseels (nr. 4, în negru) în timpul partidei amicale dintre Germania și Ungaria desfășurată în Olympiahalle din München.
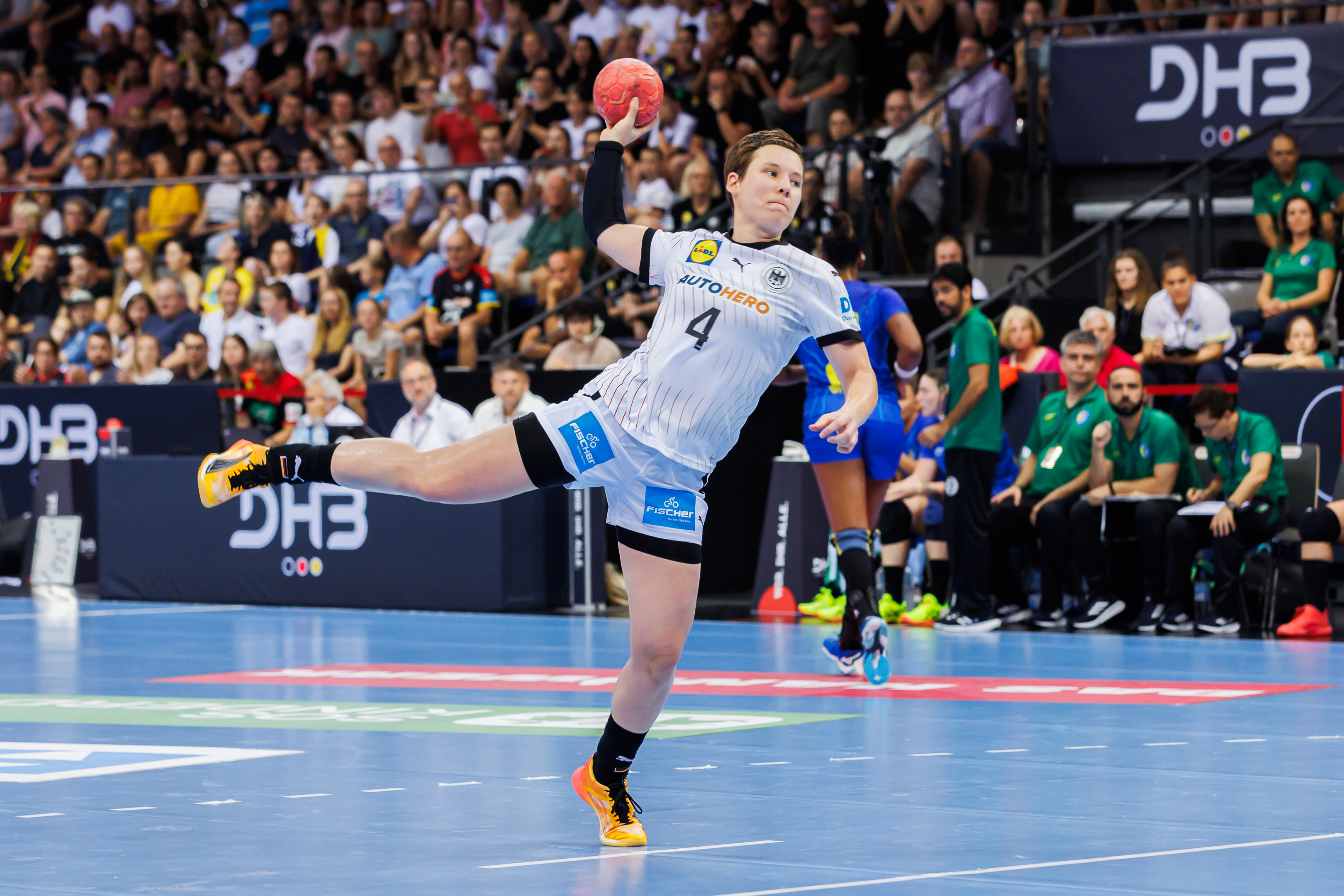
Alina Grijseels, 21 iulie 2024. Grijseels (nr. 4, în alb și negru) în timpul partidei amicale dintre Germania și Brazilia desfășurată în Porsche-Arena din Stuttgart.